# Römerbrücke (Grins)
Die sogenannte Römerbrücke in Grins in Tirol ist eine gotische Steinbogenbrücke. Sie verbindet die beiden Ortsteile Außer- und Innerdorf über den tief eingeschnittenen Mühlbach.
Grins bildete im Mittelalter einen wichtigen Stützpunkt auf dem Weg zum Arlberg, 1330 wurden seine Privilegien im Arlbergverkehr vom Landesfürsten Heinrich II. bestätigt. Bis zur Verlegung der Arlbergstraße tiefer ins Tal um 1820 verlief der gesamte Verkehr durch das Dorf. Wann die heutige Brücke erbaut wurde, ist nicht bekannt, Urkunden zufolge hat sie 1551 bereits bestanden. Sie ist als gemauerte Steinbogenbrücke in Form eines Spitzbogens ausgeführt. Auffällig ist das hölzerne Lehrgerüst aus dem Jahr 1639. Es trägt als Inschrift neben der Jahreszahl mehrere Monogramme, vermutlich die Initialen von Bauhandwerkern. Ob das Gerüst von einer Renovierung stammt oder der Bogen erst damals errichtet wurde, ist nicht klar, ebenso wenig, warum das Gerüst seinerzeit nicht abgebaut wurde.
Beim großen Dorfbrand im November 1945 wurde die Brücke schwer beschädigt, aber später originalgetreu wieder aufgebaut. Um den Belastungen durch den gestiegenen Verkehr standzuhalten, wurde sie 1960 durch einen von außen nicht sichtbaren Sekundärbogen aus Stahlbeton verstärkt.
Die gemauerte Brüstung der Brücke ist mit Holzschindeln gedeckt. In die nördliche Brüstung ist ein gemauerter Nischenbildstock integriert, der um 1800 geschaffen wurde und einen geraden Schluss und ein schindelgedecktes Satteldach aufweist. In der vergitterten Rundbogennische befindet sich eine geschnitzte Kreuzigungsgruppe.
Die Brücke, deren Bauform einmalig in Tirol ist, steht unter Denkmalschutz. Sie ist das Wahrzeichen von Grins und bildet in stilisierter Form das Motiv des Gemeindewappens.